# Laurent Ciechelski
Laurent Ciechelski (Gien, 4 giugno 1971) è un ex calciatore francese, di origini polacche, di ruolo difensore.

## Carriera

### Club
Cresce nell'Auxerre, andando a farsi le ossa a Gueugnon nel 1996. Ritornato ad Auxerre deve aspettare il 1998 prima di trovare un po' di continuità sui terreni di gioco. Nel 2000 si trasferisce al Le Havre chiudendo la carriera all'Entente Sannois Saint-Gratien, in terza divisione.
Vanta 96 presenze e 5 reti in Ligue 1, 89 partite e 7 gol in Ligue 2, 9 incontri in Coppa UEFA.

## Palmarès

### Club

#### Competizioni nazionali
- Division 3: 1

Auxerre B: 1991-1992
- Coupe de France: 1

Auxerre: 1993-1994

#### Competizioni internazionali
- Coppa Intertoto UEFA: 1

Auxerre: 1998